# Eringer
Eringer je švýcarské horské plemeno skotu, proslulé svou bojovností. Je to dvoustranné plemeno se zvýrazněnou masnou užitkovostí, v současnosti je však drženo především v rámci vedlejší činnosti a početní stavy klesají. Populace zahrnuje asi 13 tisíc zvířat.

## Popis plemena
Eringer je skot pevné konstituce a malého tělesného rámce, hlava je krátká a široká, se štičím profilem a silně vyvinutými rohy. Zvířata jsou dobře osvalená s jemnými končetinami. Srst má tmavě červenou až černohnědou barvu, vzácně se objevují strakatí jedinci.

### Užitkovost
Plemeno je nenáročné, přizpůsobivé, dobře využívá pastvu. Roční mléčná užitkovost dosahuje 3200 kg mléka s obsahem 3,8 % tuku a 3,3 % bílkovin, jatečná výtěžnost krav je 54 % a telat 57 %.

## Zajímavosti
Neméně důležitou vlastností tohoto plemene je jeho schopnost bojovat. Zápasy krav a jalovic se pořádají na jaře, a to v pěti hmotnostních kategoriích. Tyto zápasy, tzv. Ringkuhkämpfe, jsou každoroční atrakcí města Aproz ležícím ve švýcarském kantonu Wallis. Vítězství velice zvyšuje cenu zvířat.